# 2018 en chimie
Cet article présente les faits marquants de l'année 2018 en chimie.

## Évènements
- Andrew H.-J. Wang devient président de l'Union internationale de biochimie jusqu'en 2021[1].
- 50e Olympiades Internationales de Chimie, organisées à Bratislava en Slovaquie et à Prague en République Tchèque du 19 juillet au 29 juillet[2].

## Prix
- Prix Nobel de chimie :
  - Frances Arnold pour son travail sur l'évolution dirigée des enzymes[3],[4].
  - George Smith et Gregory Winter pour leurs travaux sur l'expression de peptides et d'anticorps par des phages[3],[4].
- Prix Wolf de chimie :
  - Omar M. Yaghi « pour ses contributions dans le domaine de la chimie réticulaire. »[5]
  - Makoto Fujita « pour ses découvertes dans le domaine de la chimie supramoléculaire. »[5]
- Prix Procter & Gamble : Håkan Wennerström[6]
- Prix Anselme-Payen : Orlando Rojas[7]
- Médaille Garvan-Olin : Valerie J. Kuck[8]
- Prix Ernest-Guenther : David Ransom Williams[9]
- ACS Award in Pure Chemistry : Mircea Dincă[10]
- Arthur C. Cope Award : Steven Ley[11]
- Prix Irving-Langmuir : George W. Flynn[12]
- Médaille Priestley : Geraldine Richmond[13],[14]
- Médaille Davy : John A. Pyle Pour avoir joué un rôle de pionnier dans la compréhension de l'appauvrissement de la couche d'ozone mondiale par les halogénocarbures, en particulier le couplage entre la chimie, le rayonnement et la dynamique, et la vulnérabilité particulière de l'ozone arctique[15].
- Prix Alfred-Bader : Chao-Jun Li[16]
- Grand prix Pierre-Süe : Paolo Samorì[17]
- Grand prix Achille-Le-Bel : Antoine Baceiredo[18]
- Faraday Lectureship : Graham Hutchings[19]
- Médaille Lavoisier de la Société chimique de France : Christian Amatore[20],[21]
- Médaille William-H.-Nichols : Debra Rolison[22]

## Décès
- 2 juin[23] : Paul D. Boyer (né en 1918), biochimiste américain et lauréat du prix Nobel de chimie de 1997[4],[24].
- 19 octobre[25] : Osamu Shimomura (né en 1928), chimiste et biologiste américano-japonais, prix Nobel de chimie en 2008[4],[26].